# Леонід Дімов
Леонід Дімов (Мордкович) (рум. Leonid Dimov (Mordcovici); при народженні — Леонід Наумович Мордкович (рос. Леонид Наумович Мордкович); 11 січня 1926, Ізмаїл — 5 грудня 1987, Бухарест) — румунський поет і перекладач, один із головних представників (разом із Думітру Цепенягом) літературного напряму оніризму в румунській літературі 1960-х років.

## Біографія
Леонід Дімов народився в південному бессарабському містечку Ізмаїл (на той час у складі Румунії) в сім'ї експортера ікри Наума Шабсовича Мордковича і вчительки Надії Дімової. Попри єврейсько-болгарське коріння, розмовною мовою в родині була російська. У 1930-ті роки сім'я переїхала до Бухареста, де Леонід вступив до школи, однак після ухвалення нових антисемітських законів 31 серпня 1940 року його було з неї виключено. За допомогою зв'язків, наявних в Ізмаїлі у його дідуся і бабусі, Федора і Мітродори Дімових (у яких він у ці роки жив), хлопчикові змінили прізвище Мордкович на Дімов, записавши його незаконнонародженим, після чого він зміг продовжити середню освіту. У 1944 році закінчив коледж (середню школу) "Сфинтул Сава" в Бухаресті і вступив на філологічний факультет Бухарестського університету, який не закінчив. Протягом трьох років вивчав у цьому ж університеті біологію, але був виключений за критику вчення Мічуріна в університетській дискусії про лисенківщину. Публікувався з 1943 року.
Леонід Дімов був відомий своєю незалежною літературною позицією, яка привертала до нього постійну увагу служби внутрішньої безпеки Секурітате. 1964 року разом із поетом Думітру Цепенягом на основі літературної групи "Лучаферул" (при однойменному журналі) Дімов заснував модерністський літературний напрям оніризм, який орієнтується на опис сновидінь як абсолютної та об'єктивної реальності.
Леонід Дімов - автор поетичних збірок «Versuri» (1966), «7 poeme» (1968), «Pe malul Styxului» (На березі Стікса, 1968), «Carte de vise» (Книга відвідувань, 1969), «Semne cereşti» (1970), «Eleusis» (1970), «Deschideri» (Відкриття, 1972), «A.B.C.» (1973), «La capăt» (Наприкінці, 1974), «Litanii pentru Horia» (Молитви для Горії, 1975), «Dialectica vârstelor» (Діалектика вікових груп, 1977), «Tinereţe fără bătrâneţe» (Юність без старості, 1978), «Spectacol» (Спектакль, 1979), «Cele mai frumoase poezii» (Найкрасивіші вірші, 1980), «Veşnica reîntoarcere» (Вічне повернення, 1982). 1997 року в бухарестському видавництві Cartea Românească вийшов упорядкований Коріном Брагою том основоположних текстів творців оніризму Леоніда Дімова і Думітру Цепеняга «Momentul oniric», а 2007 року в бухарестському видавництві Curtea Veche — повніше видання теоретичних текстів цих двох авторів «Onirismul estetic» (Естетичний оніризм). Листи до дружини (Лучії Салам) «Scrisori de dragoste (Любовні листи, scrisori către Lucia, 1943-1954)» за редакцією Коріна Браґи було видано ясським видавництвом Polirom 2003 року.
Перекладав румунською мовою твори Марселя Реймона (Marcel Raymond), Курціо Малапарте, Жерара де Нерваля, Андрія Білого та М.Ю. Лермонтова.
Дочка Леоніда Дімова від першого шлюбу — Тетяна Вассу Дімова (нар. 1952) — румунський біолог, професор Бухарестського університету.